# Die Czernowska
Die Czernowska ist ein deutsches Stummfilmmelodram aus dem Jahre 1913 von Charles Decroix mit Bernd Aldor in einer seiner ersten Filmrollen und Käthe Wittenberg in der Titelrolle.

## Handlung
Irgendwo im zaristischen Russland. Die junge, kultivierte Sonja Czernowska wird als Gouvernante im hochherrschaftlichen Haushalt des verwitweten Schlossherrn Graf Zachin auf Empfehlung von dessen Bruder eingestellt. Dort soll sie sich ganz der Erziehung der beiden Kinder, ein Junge und ein Mädchen, widmen. Die mutterlosen Minderjährigen zeigen ebenso wie der getreue Hausdiener Iwan ihr gegenüber von Anbeginn eine tiefe Aversion. Doch Sonjas Arbeitgeber verguckt sich in die junge Frau, die sich gespielt aufopferungswürdig nach einem schweren Jagdunfall um des Grafen Genesung kümmert, und macht ihr schließlich Avancen. Die Czernowska hat aber bereits einen Geliebten, eine ziemlich schräge Ganoventype. Als der Graf um Sonjas Hand bittet, sagt sie dennoch nicht nein, denn die Czernowska nimmt an, dass ihr Zukünftiger bei diesen schweren Verletzungen nicht mehr lange zu leben hat. Sie plant nicht weniger, als sich durch diese Eheschließung finanziell wie gesellschaftlich zu sanieren und teilt dies in einem Brief an ihren Liebhaber mit. Nach der Heirat setzt die Titel-”Heldin” ihre nunmehr ehebrecherische Beziehung zu ihrem Liebhaber fort und behandelt die beiden Kinder aus erster Ehe zunehmend schlecht. Iwan beobachtet alles sehr genau und versucht den Kindern so gut es geht beizustehen. 
Der besonders treue Hausangestellte hat rasch erkannt, welch finsteren Charakter die neue Grafen-Gattin besitzt und dass diese es lediglich auf das Vermögen des hohen Herrn abgesehen hat. Da die Czernowska weiß, dass ihr bei ihren finsteren Machenschaften jetzt nur noch Iwan in die Quere kommen könnte, sorgt sie dafür, dass dieser von ihrem Gatten entlassen wird. Den beiden zurückbleibenden Kinder fällt der nachfolgende Abschied besonders schwer. Bei seinem Weggang trifft Iwan auf einen Fremden, der nach dem Weg zum Schloss fragt. Instinktiv erkennt Iwan, dass es sich bei diesem Mann wohl um den Geliebten der Czernowska handeln müsse. Iwan bekommt heraus, dass sich die Ehebrecherin und ihr Geliebter an einem bestimmten Ort treffen wollen. Heimlich begibt sich Iwan dorthin. Hier werden all seine schlimmsten Befürchtungen wahr. Iwan schwört, für seinen Herrn, dem die Czernowska Hörner aufgesetzt hat, Rache zu nehmen. Er ringt den Liebhaber nieder und sperrt ihn in den Zwinger, wo die ausgehungerten Schlosshunde auf ihr Fressen warten. Sonja stürzt hinzu und beißt im Zweikampf mit Iwan in dessen Hand, doch ihre Aktion kann den Geliebten, der zu Hundefutter wird, nicht mehr retten.
Acht Jahre sind seit diesen Ereignissen vergangen. Während Sonja aufblüht, ist der schwächlich gewordene Graf Zachin, der noch immer an den Spätfolgen des Reitunfalls leidet, stark gealtert. Man ist in den sonnigen Süden gereist, und die Czernowska flirtet nun hemmungslos mit jedem Mann. Besonders ein Baron hat es ihr angetan, und der schlägt vor, den ungeliebten Ehemann schnellstmöglich loszuwerden, nachdem dieser sein Testament zu Sonjas Gunsten geändert haben sollte. Dann, so der Baron, wolle er mit ihr ein gemeinsames, neues Leben beginnen. Bei ihren finsteren Plänen werden die Zwei von einem mysteriösen Fremden beobachtet, der niemand anderes als Ex-Diener Iwan ist. Sonja kann nach einer Begegnung mit ihm Iwans Identität lüften. Kurz darauf lädt der Baron Graf Zachin nebst Gattin zum Entenschießen von einem Boot ein. Wie vom Baron geplant, fällt der klapprige Graf über Bord und droht zu ertrinken. Doch Iwan ist in der Nähe und hat bereits derartiges geahnt. Er springt ins Wasser und rettet seine einstigen Herrn. Anschließend bringt Iwan Graf Zachin in eine Hütte und klärt diesen über die finsteren Machenschaften seiner Gattin auf. Zachin beginnt nun endlich seinem getreuesten Gefolgsmann zu glauben, und beide schmieden einen Plan. Man wolle die beiden Verschwörer erst einmal glauben machen, dass ihr Plan erfolgreich gewesen sei. Die Czernowska beschließt jetzt, wo sie Alleinerbin ist, alles hinter sich zu lassen und mit ihrem neuen Liebhaber, dem Baron, zu türmen. Doch da erscheint Iwan in Begleitung der Polizei und verhaftet die zwei Schurken. Iwan und sein Herr kehren nach Russland zu Schloss und (den inzwischen erwachsenen) Kindern heim.

## Produktionsnotizen
Die Czernowska entstand im Frühjahr 1913, passierte am 10. April 1913 die Filmzensur und wurde acht Tage darauf uraufgeführt. Der Dreiakter besaß eine Länge von rund 972 Metern.
Heinrich Lisson war Hilfsregisseur und übernahm auch die Aufnahmeleitung.

## Kritik
Die Filmhistorikerin Heide Schlüpmann konstatierte: “Die narrative Verknüpfung von Liebes- und Verbrechensmotiv vergegenwärtigt zwar schon zu Anfang das (Vor-)Urteil, dass, wo die Liebe der Frau freizügig, das Verbrechen nahe sei und umgekehrt, aber die Wirkung der Protagonistin ist davon im ersten Teil noch wenig tangiert.”